# Alpine A110 (2017)
Alpine A110 — це задньопривідний середньомоторний спортивний автомобіль представлений французьким виробником автомобілів Alpine на 87-му Женевському міжнародному автосалоні в березні 2017 року.
Поставки розпочалися наприкінці 2017 року на континентальні європейські ринки, а у 2018 році для Великої Британії, Японії та Австралії. Як за назвою, так і за дизайном, нові A110 повертаються до оригінальної Alpine A110, що випускалася з 1961 по 1977 рік.

## Опис

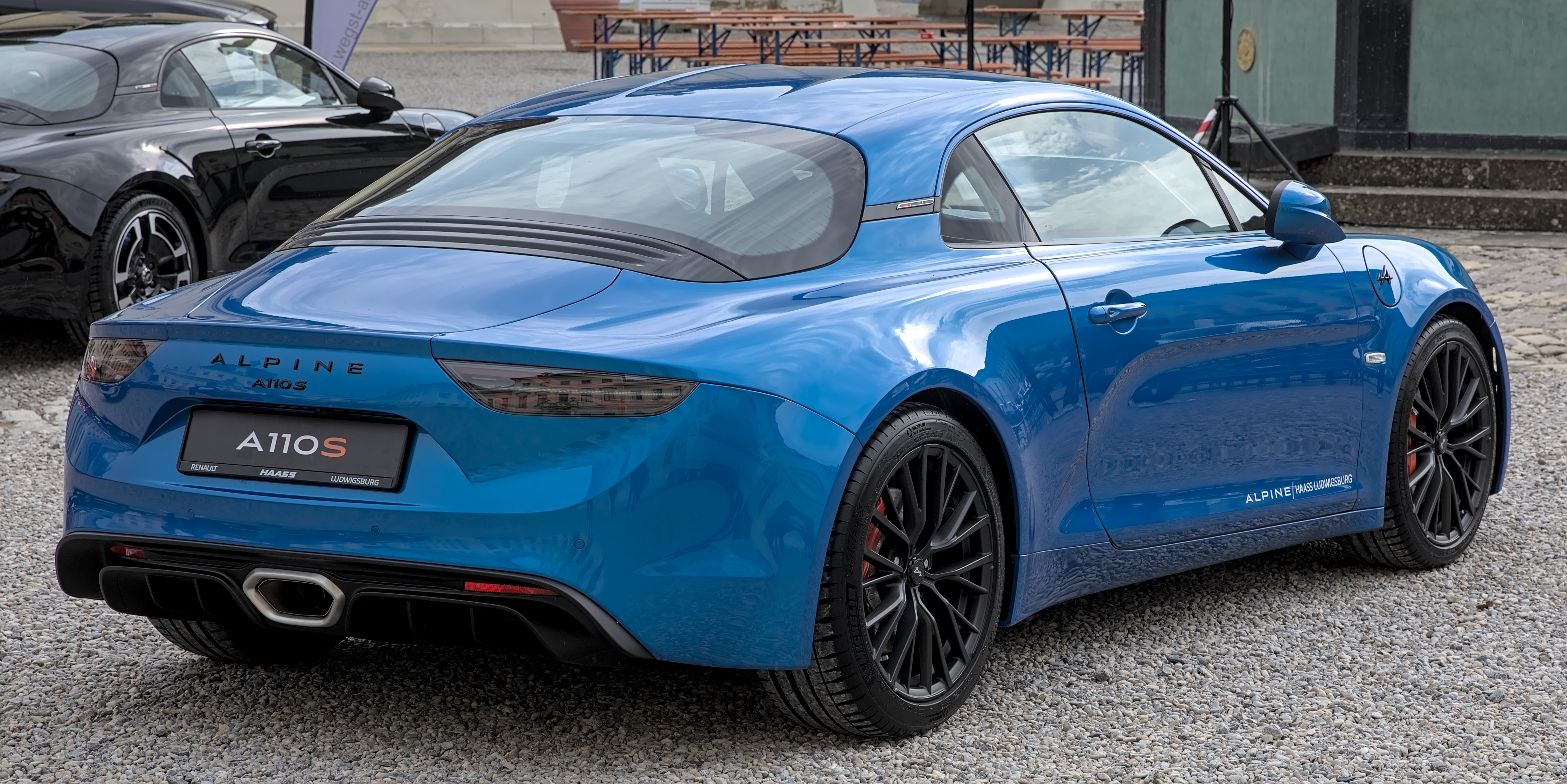

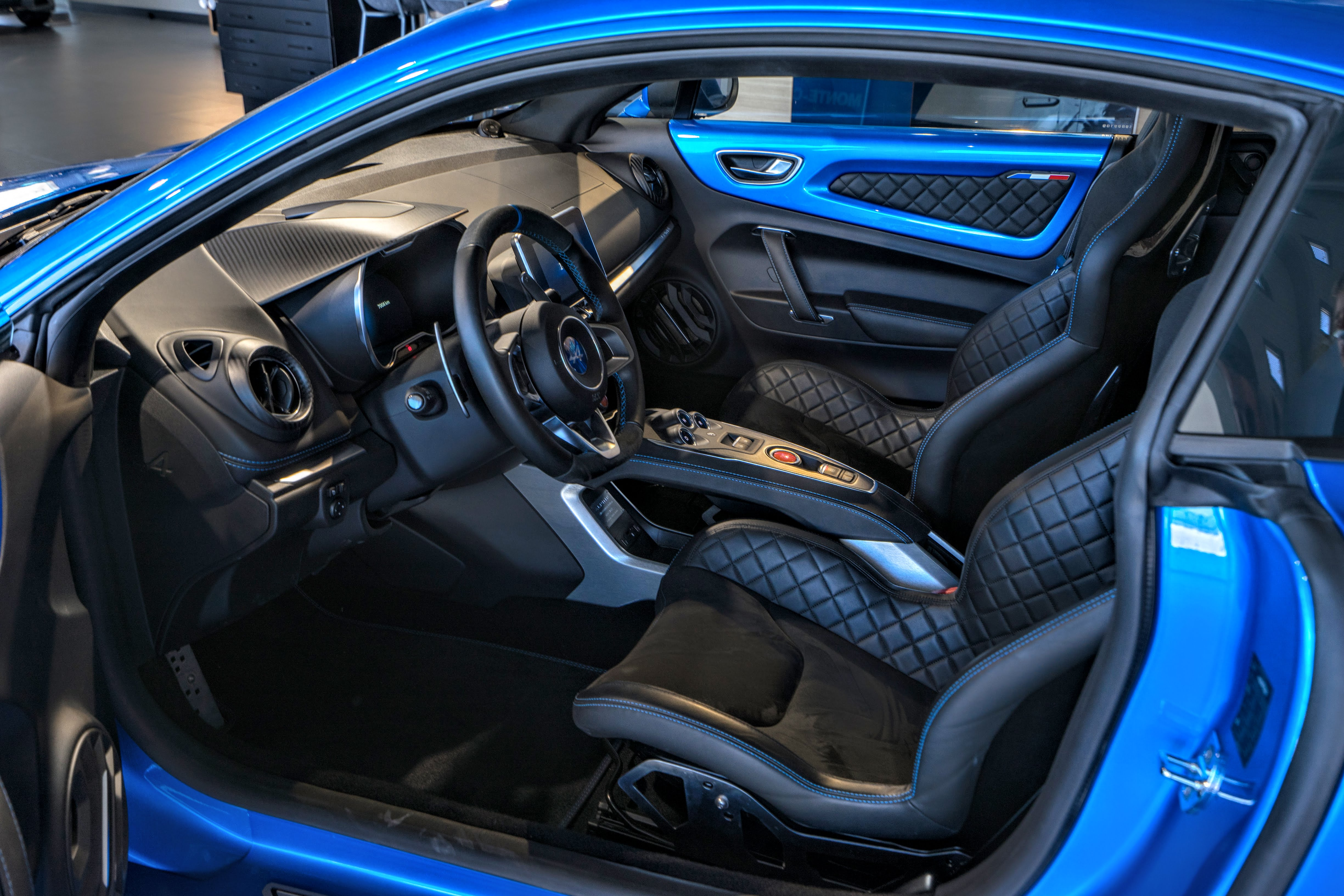

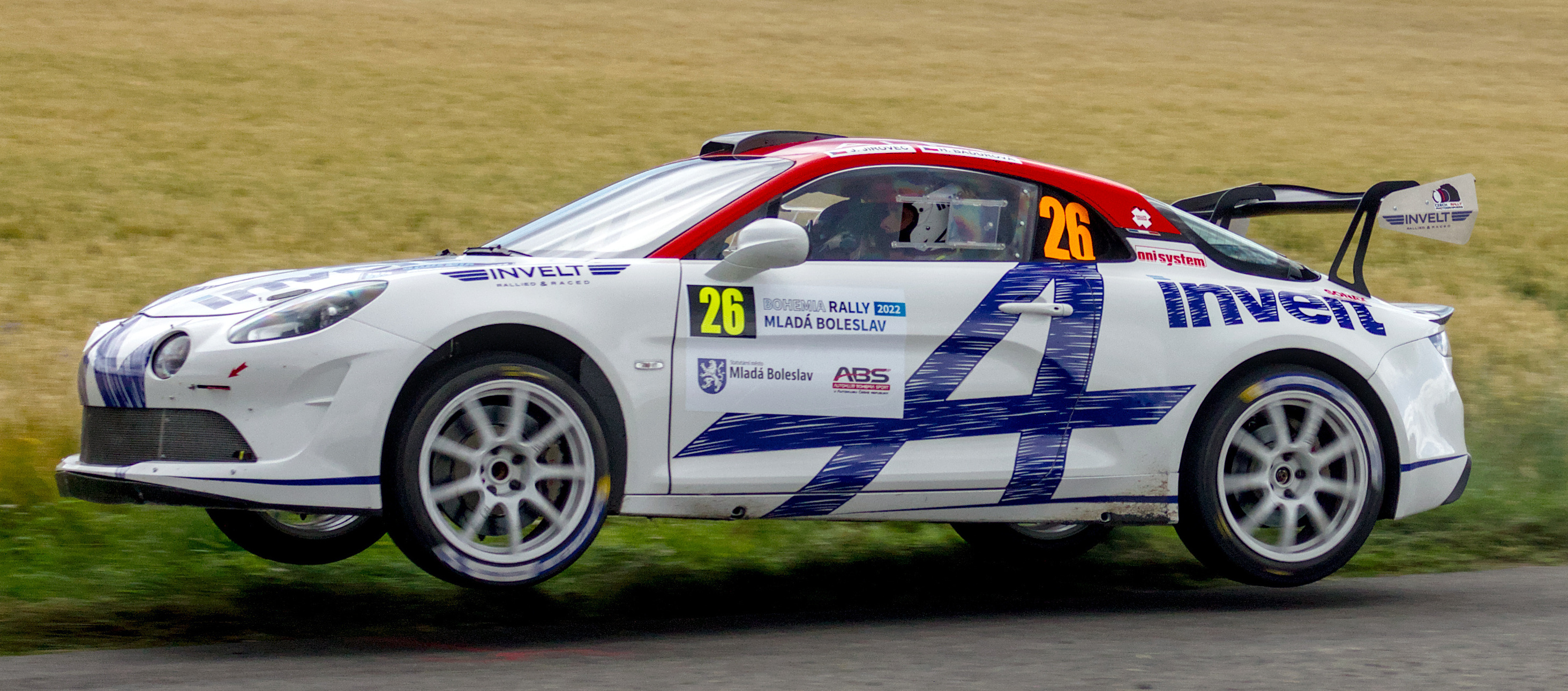

Спорткар оснащений 1,8-літровим бензиновим двигуном з турбонаддувом (позначення двигуна: M5P 4xx) з максимальною потужністю 252 к.с., що працює в парі з 7-ст. 7DCT300 dual-clutch automatic, розганяє A110 від 0 до 100 км/год за 4,5 секунди. З липня 2017 року це також використовується в Renault Espace V з меншою потужністю. Двигун встановлений поперечно перед задньою віссю.
Кузов задньопривідного автомобіля на 96 відсотків складається з алюмінію, а це означає, що споряджена маса становить близько 1100 кілограмів; без спеціального обладнання виробник вказує споряджену масу від 1080 кілограм. Завдяки середньому двигуну автомобіль має два багажні відділення: 96 л спереду та 100 л ззаду.
A110 GT використовує той самий двигун, але він має максимальну потужність 300 к.с. Спорткар розганяється від 0 до 100 км/год за 4,2 секунди.

## Двигуни
- 1.8 L TCe M5P turbo I4 252 к.с. 320 Нм
- 1.8 L TCe M5P turbo I4 292 к.с. 320 Нм (A110 S)
- 1.8 L TCe M5P turbo I4 300 к.с. 340 Нм (A110 GT/ A110 R)